# La Fatarella
La Fatarella é um município da Espanha na comarca de Terra Alta, província de Tarragona, comunidade autónoma da Catalunha. Tem 56,5 km² de área e em 2021 tinha 917 habitantes (densidade: 16,2 hab./km²).

## Demografia
| Variação demográfica do município entre 1991 e 2004[carece de fontes?] | Variação demográfica do município entre 1991 e 2004[carece de fontes?] | Variação demográfica do município entre 1991 e 2004[carece de fontes?] | Variação demográfica do município entre 1991 e 2004[carece de fontes?] |
| ---------------------------------------------------------------------- | ---------------------------------------------------------------------- | ---------------------------------------------------------------------- | ---------------------------------------------------------------------- |
| 1991                                                                   | 1996                                                                   | 2001                                                                   | 2004                                                                   |
| 1383                                                                   | 1301                                                                   | 1201                                                                   | 1173                                                                   |